# Калмыков, Сергей Иванович
Сергей Иванович Калмыков (6 октября 1891 — 27 апреля 1967) — российский и казахстанский художник, иллюстратор, декоратор, писатель; художник-авангардист, единственный из мастеров Серебряного века, доживший до конца шестидесятых годов. Произведения Калмыкова не имеют прямых аналогий в истории мирового искусства. В ходе своей творческой деятельности Калмыков выработал оригинальный стиль живописи, иногда именуемый «фантастическим экспрессионизмом».
Малоизвестный и непризнанный в течение жизни и практически всеми заброшенный в её конце Калмыков в настоящее время считается одним из важнейших представителей русского авангардного искусства, автором более полутора тысяч картин, рисунков, иллюстрацией, театральных декораций и литературных текстов. Народный художник Казахской ССР.

## Биография

### Детство и учёба
Родился в русской семье в Самарканде, не так давно вошедшем в состав Российской империи. Вскоре после его рождения семья переехала в Оренбург, где он впоследствии окончил гимназию.
В 1909—1910 гг. Калмыков жил в Москве, где он посещал курсы Московского училища живописи, ваяния и зодчества (студия К. Ф. Юона).
С конца 1910 года по 1926 г. жил в Санкт-Петербурге, где он становится учеником М. В. Добужинского и К. C. Петрова-Водкина. Он говорил, что одна из его ранних работ, в которой он в 1911 году изобразил красных коней на воде, вдохновила Петрова-Водкина на создание его знаменитой картины «Купание красного коня» (1912). Калмыков также утверждал, что был натурщиком картины и в дневниках писал: «К сведению будущих составителей моей монографии. На красном коне наш милейший Кузьма Сергеевич изобразил меня. Да! В образе томного юноши на этом знамени изображен я собственной персоной. Только ноги коротки от бедра. У меня в жизни длиннее». (Сам Петров-Водкин говорил, что натурщиком был его кузен Шура Трофимов).

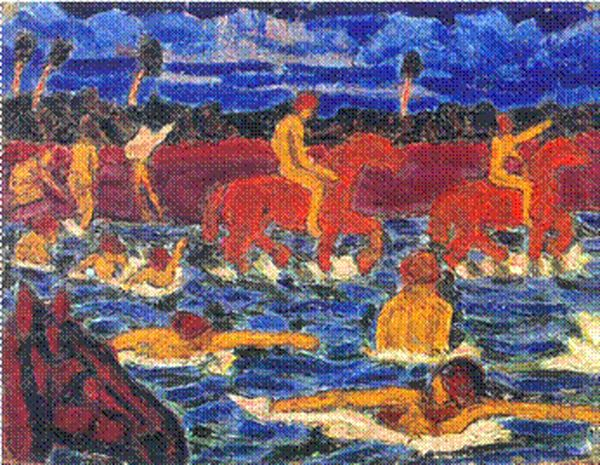
Сергей Калмыков. «Красные кони». Россия, Санкт-Петербург, 1911 г. Государственный музей искусств Казахстана имени А. Кастеева.
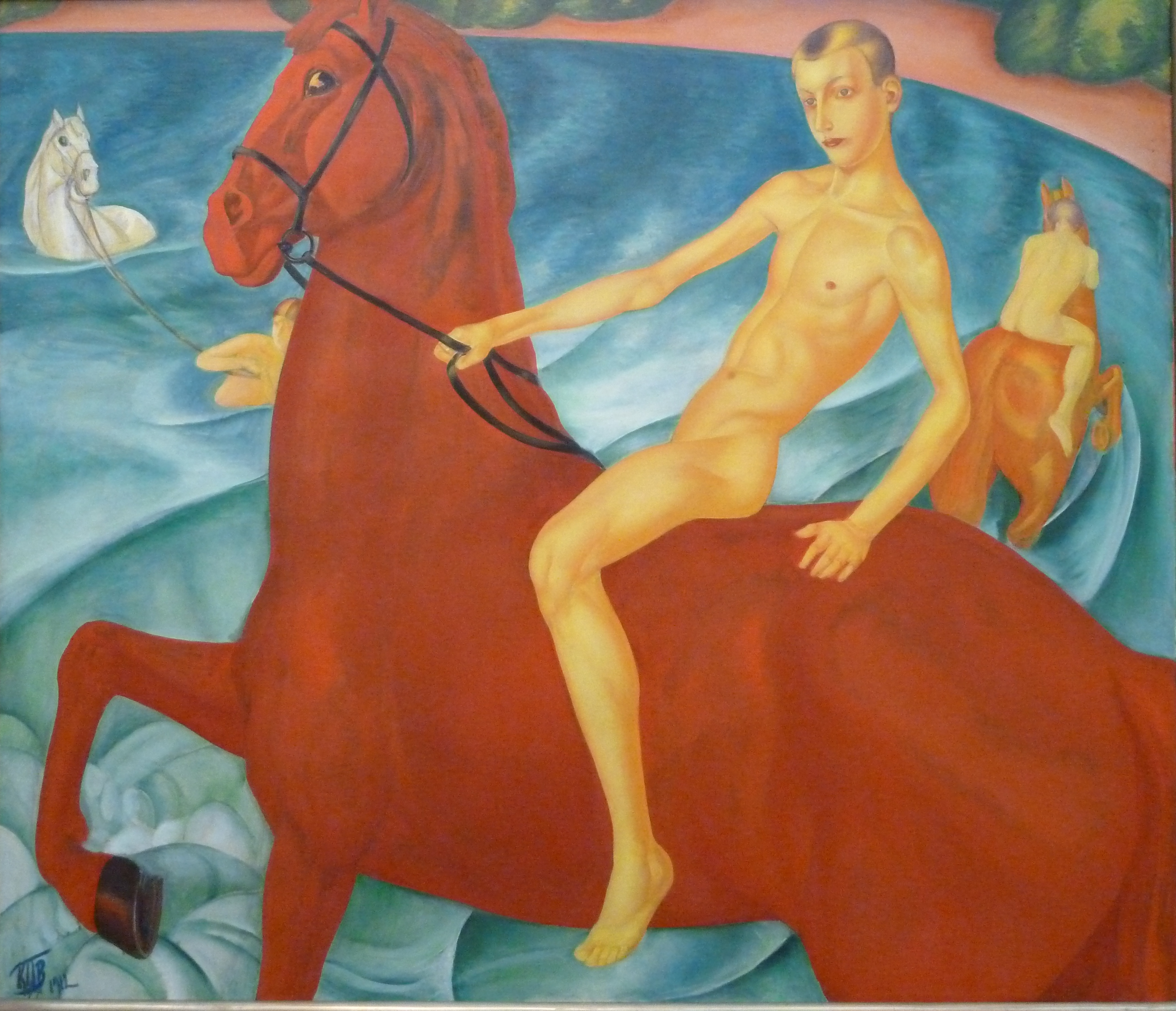
Кузьма Петров-Водкин. «Купание красного коня». Россия, Санкт-Петербург, 1912 г. Новая Третьяковка.

### Оренбургский период
После октябрьской революции, в начале 1920-х г-в. Сергей Калмыков, в поиске новых креативных, визуальных форм, в период серьезных, радикальных перемен, когда искусство искало новые пути, отказываясь от старых канонов и устремляясь к созданию нового свободного мира, воодушевляется идеями супрематизма Казимира Малевича, и входит в ТВОРКОМ (творческий комитет), УНОВИСА (утвердители нового искусства) в котором также состоял Иван Кудряшов и его супруга Н. К. Тимофеева.   Влияние Малевича на Калмыкова в этот период трудно переоценить. Супрематизм, с его геометрической абстракцией и стремлением к "чистому" искусству, стал для Калмыкова отправной точкой для собственных творческих экспериментов. Он, подобно другим художникам-абстракционистам, стремился к созданию универсального языка искусства, способного выразить в своих формах окружающий нас мир. Его творческий путь, отмеченный неуемной фантазией и стремлением к оригинальности, привел его к созданию собственного, неповторимого стиля. Калмыков, впитав идеи авангарда, трансформировал их, обогатил собственным видением мира и в конечном итоге отказался от строгих рамок супрематизма. Картина «Изолированные видимые бесконечные прямые и их сочетание» 1920г. служит ярким тому подтверждением. В ней, казалось бы, простые геометрические элементы – прямые линии – обретают сложное, многогранное значение. Это не просто абстракция, это исследование пространства, времени и бесконечности. Калмыков словно играет с перспективой, создавая иллюзию движения и глубины. В этой работе отчетливо прослеживается отход от супрематической статичности и лаконизма. Композиция наполнена динамикой, а цвета, хотя и сдержанные, создают ощущение внутренней энергии. Калмыков не ограничивается простым перечислением геометрических форм, он стремится к созданию образа, который будит воображение и заставляет задуматься о природе мироздания. За основу идеи он берет геометрическую четырёхмерную модель теории относительности Германа Минковского.
В 1926 г., после Октябрьской революции , Калмыков возвращается в Оренбург, где работает декоратором, оформителем парадов и демонстраций, читает лекции и продолжает писать свои работы. С 1926 по 1928 гг. он был членом оренбургского отделения АХРРа (Ассоциация Художников Революционной России), участником выставок общества «Жар-Цвет». В начале 1930-х Калмыков создавал декорации для Передвижной Оперы Фёдора Вазерского, делал эскизы костюмов и афиш Оренбургского театра и цирка. В 1935 году, когда усилилась цензура и прошли чистки в рядах интеллигенции, Сергей Калмыков принимает решение переехать из Оренбурга в Алма-Ату.

### Алматинский период

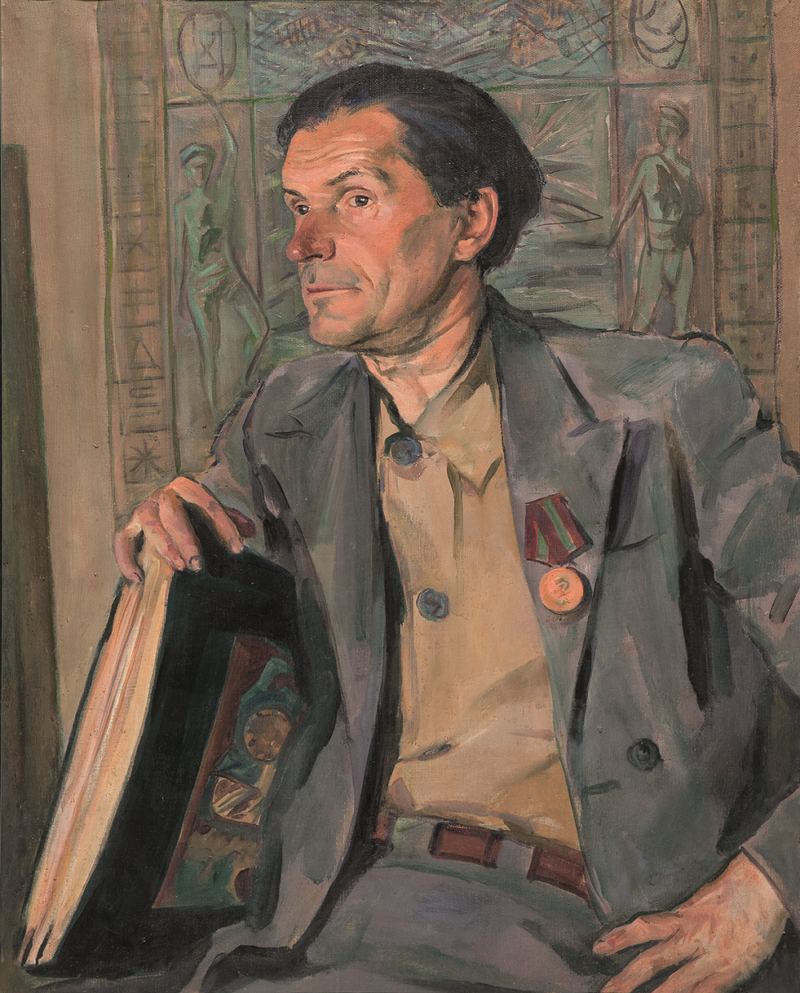
Леонид Леонтьев. «Портрет Сергея Калмыкова», 1946 г.
Государственный музей искусств Казахстана имени А. Кастеева.

В 1935 году Сергей Калмыков переехал в Алма-Ату, в то время столицу Казахской Советской Социалистической Республики, по приглашению недавно открывшегося Музыкального театра Алма-Аты, который позднее стал Казахским академическим театром оперы и балета им. Абая. Он проработал в этом театре до выхода на пенсию в 1962 году, и создал большое количество театральных декораций и иллюстраций к постановкам.
Он спасся от лютой смерти в тюрьме или лагере, играя роль городского сумасшедшего. «Широченные штаны, раскрашенные акварелью под закат, оголтело жёлтый сюртук, буро-седые волосы по плечам и в довершение ансамбля необъятная бескозырка без лент, но с красным верхом. Всегда сутулясь, не поднимая глаз, он брел по своим непонятным делам, придерживая у бедра холщовую суму». Таким его видели алмаатинцы, и спрос с него был минимален. Ну рисует чудак какие-то кубики и пусть себе рисует (в столицах такие кубики безнаказанно не прошли бы)… 
Калмыков часто рисовал на улицах и в парках города, особенно после выхода на пенсию, и со временем стал городской легендой из-за своих экстравагантных нарядов и эксцентричного поведения (так, один из его нарядов был описан как «ярко-красный берет, синие штаны с золотыми лампасами и плащ с пришитыми к нему консервными банками, громыхавшими при ходьбе»). Он никогда не продавал своих работ и лишь изредка дарил их знакомым, а иногда и незнакомцам. По описаниям очевидцев, Калмыков не имел мебели в своей квартире и использовал вместо неё перевязанные кипы старых газет.
- "Когда Калмыков появлялся на улице, вокруг него происходило легкое замешательство. Движение затормаживалось. Люди останавливались и смотрели. Мимо них проплывало что-то совершенно необычайное: что-то красное, жёлтое, зелёное, синее — все в лампасах, махрах и лентах. Калмыков сам конструировал свои одеяния и следил, чтобы они были совершенно ни на что не похожи. У него на этот счет была своя теория.
- «Вот представьте-ка себе, — объяснял он, — из глубины вселенной смотрит миллион глаз, и что они видят? Ползет и ползет по земле какая-то скучная одноцветная серая масса — и вдруг как выстрел — яркое красочное пятно! Это я вышел на улицу».

(Юрий Домбровский, «Факультет ненужных вещей», Paris, 1978).
- «В азиатской Алма-Ате, где художник прожил три десятилетия с лишком, вплоть до смерти в 1967 году, принято считать таких людей отмеченными перстом Божьим; и по этой причине к ним следует испытывать своего рода почтенье. К Калмыкову привыкли — к его самодельным брюкам с разноцветными штанинами, к его алому берету, к его фантастической кофте с привязанными к ней порожними, бренчащими при ходьбе консервными банками. С течением времени он сделался уникальной частью алма-атинского городского пейзажа, наподобие птички-колибри в сибирской тайге» (израильский писатель Давид Маркиш, 2004).
- «У меня нет мании величия. Я очень скромен и беден. Обыватели представляют себе гения, наверное, так. Это величайшие оклады. Популярность. Растущая слава, деньги. Мы же, скромные профессиональные гении, знаем: гений — это изорванные брюки. Это худые носки. Это изношенное пальто». .[5]

### Старость и смерть
После выхода на пенсию в 1962 году Калмыков постоянно испытывал материальные проблемы, очень плохо питался (по описаниям, будучи вегетарианцем, он ел только хлеб и молоко и месяцами не ел горячей пищи), но тем не менее непрерывно создавал всё новые и новые работы. По одной версии, незадолго до смерти он был помещён в психиатрическую больницу, где вскоре умер от воспаления лёгких на фоне дистрофии. По другой версии он скончался в своей комнате в полном одиночестве, потому что несколько дней до этого не выходил из дома, что не вызвало обеспокоенности у его знакомых: художник так поступал довольно часто, когда творил.
После смерти большинство его работ передали в Центральный государственный архив, а впоследствии в фонды Государственного музея искусств им. А. Кастеева.
Последняя запись, найденная в его дневнике, как нельзя лучше характеризует его философию и отношение к жизни: «Что мне какой-то там театр? Или цирк? Для меня вся жизнь — театр».
В течение жизни Калмыков не проходил лечения в психиатрических больницах и никогда не имел какого-либо официального психиатрического диагноза (хотя его поведение, особенно в последние годы жизни, выходило за рамки социальных норм). После его смерти (и во многом на основании анализа его творчества) некоторые психиатры (например, Виктор Каган из Санкт-Петербурга) предположили, что Калмыков страдал шизофренией с приступообразным течением.
Похоронен на Центральном кладбище Алма-Аты. Могила обнаружена и приведена в порядок в 2022 году.

## Творчество

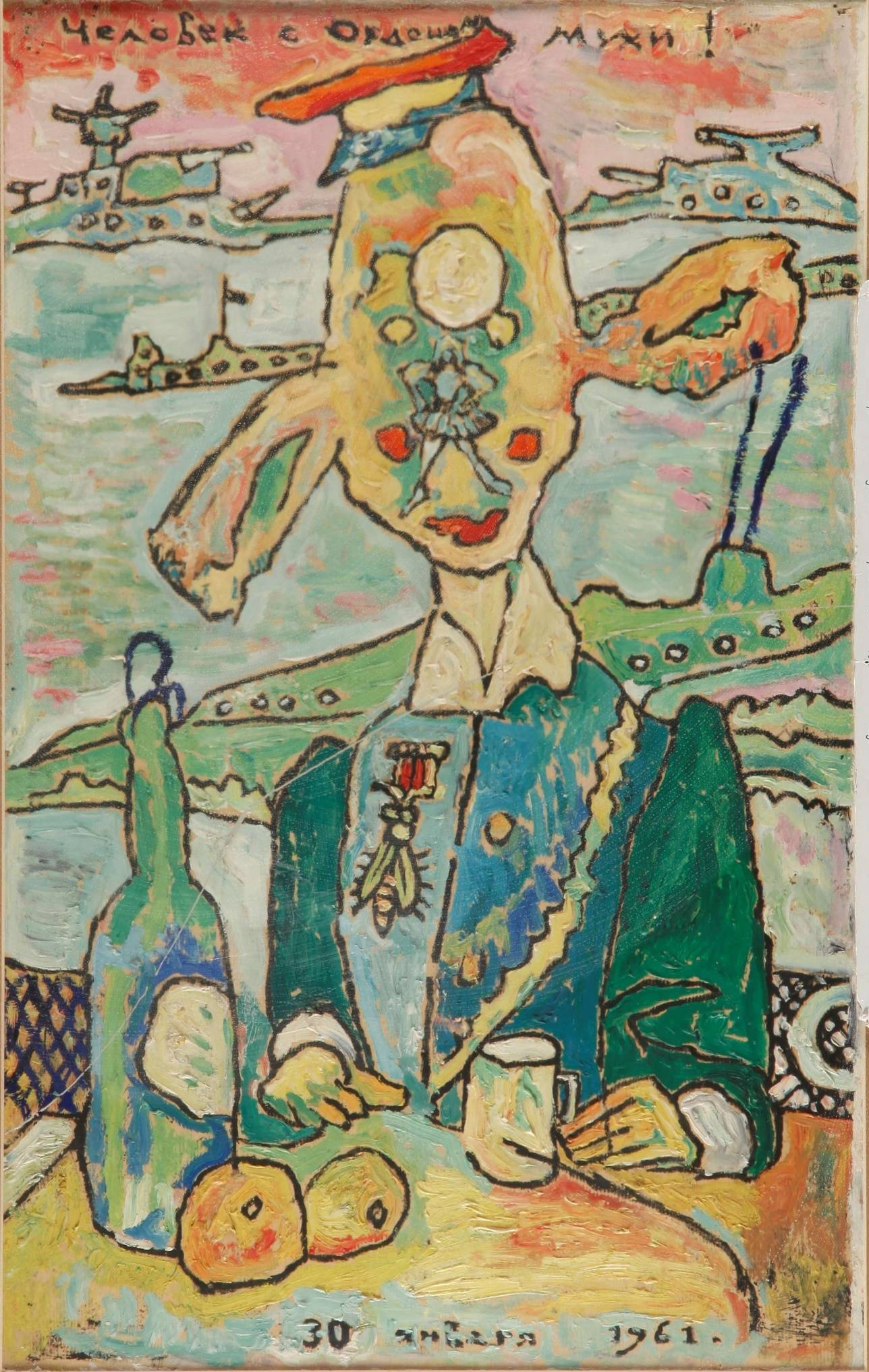
Сергей Калмыков. «Человек с Орденом Мухи!», 30.01.1961 г.
Государственный музей искусств Казахстана имени А. Кастеева.

Параллельно с деятельностью сценографа Калмыков занимался станковой живописью и графикой. Часто использовал подручные средства, рисовал на обрывках, географических картах, оберточной бумаге. Занимался офортом, монотипией. Автор живописных работ: «Деревья» (1909), «Красные кони» (1911), «В цирке» (1924), «Похищение Европы» (1928), «Железнодорожная станция» (1930), «Фантастический пейзаж с красными скалами» (1938), «В парке» (1944), «Фонари у театра» (1945), «У садовой решетки» (1946), «Ипподром» (1948), «Уличный фонарь. Вечерний пейзаж» (1949), «Водный бассейн» (1950), «На молодежной спартакиаде» (1951), «Ущелье по дороге в Медео» (1952), «Серенада» (1959), «Аллегория» (1964) и других.
Выполнил графические серии «Величественные портреты», «Лунный джаз», «Прогулка в пустыне» (все — 1940-е).
Он создавал абстрактные, полуфигуративные и фигуративные композиции, выработал собственный стиль, близкий сюрреализму, для которого характерны экспрессия, яркость цветов, четкий линейный рисунок. Стиль, радикально отличавшийся от норм социалистического реализма, господствовавших в ту эпоху в СССР. Некоторые из его полотен — абстрактные, экспрессионистские композиции, другие напоминают картины сюрреалистов, а многие фантасмагоричные полотна невозможно отнести к какому-то определённому стилю. Он всё время экспериментировал с различными материалами, формами полотна (например, писал неканонические для того времени треугольные или круглые работы), часто включал текст в свои работы и почти всегда писал прямо на картине дату её создания (день, месяц и год).
По самым грубым подсчетам, Калмыков оставил после себя свыше полутора тысяч работ (рисунки, графика, живопись) и около десяти тысяч страниц рукописей. Сами эти рукописи представляют собою своего рода «самиздат»: сшитые, сброшюрованные и переплетенные книжки, щедро иллюстрированные. Все без исключения тексты исполнены от руки, каждая буква — рисунок, каждая страница заключает в себе законченную композицию. «Альбом Ван Гога и Дега», «Зеленая Книга», «Голубиная Книга», «Фабрика бумов», «Лунный джаз», «Тысяча композиций с атомическими отражателями». Здесь эссе и искусствоведческие сочинения, философские рассуждения и романы.
Его волновало будущее и прошлое, Космос и атом, мир и война. Он писал: «Война с японцами и затем восхищение Японией. Восхищение немцами и затем война с Германией. Колебания происходили не только во мне. И сейчас Россия между Востоком и Западом — между Европой и Азией, между прошлым и будущим».
С 1920 года — участник выставок (1-я государственная выставка работ оренбургских художников). Экспонировался на 1-й и 4-й государственных выставках картин (1921, 1932), выставках картин Оренбургского филиала АХРР — АХР (1926, 1931) в Оренбурге, общества «Жар-цвет» (1925) в Москве, «Художники Узбекской, Киргизской, Казахской ССР» в Москве и Ленинграде (1941), «40 лет Советского Казахстана» в Алма-Ате (1961) и других. Провел персональные выставки в Алма-Ате (1941, 1943).
Официальная критика не принимала творчества С. Калмыкова: «Однако есть на выставке один уголок, вызывающий досадное недоумение. Это уголок работ Калмыкова Сергея. Бездушный схематизм его совершенно не вызывает никаких эмоций и по содержанию представляет собой невероятную путаницу. В его „Трибуне-памятнике“ с одной стороны весьма неудачно стремление создать до наивности величавый памятник трибуну, с другой — полнейшая профанация замысла художника, какие-то нелепые фигуры, одна из которых по развязности похожа на коммивояжёра, нелепо размахивающего огромными пустыми чемоданами. Вершина заключена в сеть каких-то реек. Что эти рейки должны изображать — и самому художнику, вероятно, невдомек. Голый, бездушный формалистический схематизм суть этой картины» («Литературный Казахстан» № 10, 1937 г., обзорная статья А. Орлова).
В  романе Юрия Домбровского «Факультет ненужных вещей» Калмыков описывался следующим образом: «Положительно только к нему одному из всех известных… художников, поэтов, философов больших и малых, удачливых и нет он мог с таким полным правом отнести пушкинское „Ты царь — живи один“. Калмыков так и жил, так и чувствовал свое первородство».

## Наследие и памятные события

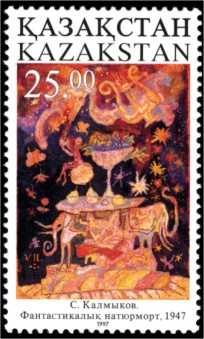
Почтовая марка Республики Казахстан — «Сергей Калмыков. "Фантастический натюрморт", 1947 г.» — 1997 г.

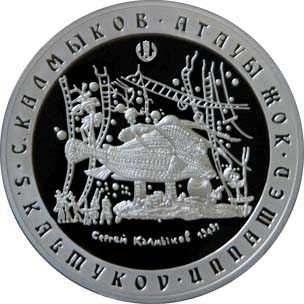
Памятная монета Республики Казахстан — «Сергей Калмыков. "Безымянное", 1949 г.». Из серии «Художники-графики Казахстана». — 500 тенге — серебро — реверс, 2008 г.

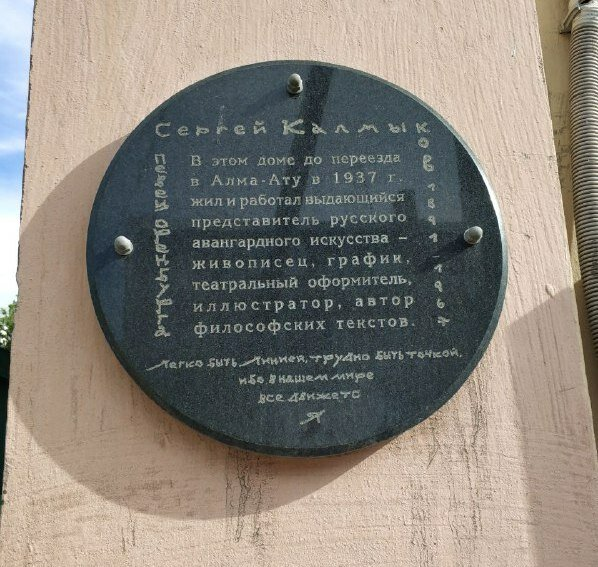
Памятная доска в Оренбурге.

Общий объём сохранившихся работ Сергея Калмыкова оценивается в 2 000 произведений разного формата, но точное их число неизвестно и оценки его творчества широко варьируются. В Государственном музее искусств им. А. Кастеева в Алма-Ате находится более 1 100 работ — крупнейшее из известных собраний. Несколько десятков работ находятся в коллекциях Русского музея в Санкт-Петербурге и в Пушкинском музее в Москве. Довольно значительное число работ также находится в частных коллекциях, как в самом Казахстане, так и в России, США и Европе.
Первая посмертная выставка работ Сергей Калмыкова была организована в 1968 году галереей им. Тараса Шевченко в Алма-Ате (впоследствии реорганизованной в Государственный музей искусств им. А. Кастеева).
В 1989 году режиссёр Игорь Гонопольский снял документально-художественный фильм-трилогию о художнике «Это Я вышел на улицу».
В 1991 году Государственный музей искусств им. А. Кастеева организовал ещё одну выставку, к открытию которой был также издан первый альбом работ Калмыкова.
В 1997 году в Республике Казахстан выпущена почтовая марка достоинством в 25 тенге с изображением работы Калмыкова «Фантастический натюрморт».
В 2001 году в ходе торжеств по случаю 110-й годовщины рождения Сергея Калмыкова Государственный музей искусств им. А. Кастеева провёл самую большую на сегодняшний день выставку работ художника, пригласив к участию, как государственные учреждения, так и частных коллекционеров. В различные годы также состоялись выставки работ Калмыкова в Русском музее в Санкт-Петербурге, в Пушкинском музее в Москве и некоторых частных галереях.
В 2002 году Алекс Орлов, коллекционер российского происхождения из США, под влиянием израильского писателя Давида Маркиша организовал Фонд Сергея Калмыкова, собрал около трёхсот картин Калмыкова, попавших на Запад, а также опубликовал первое международное издание его работ.
В 2006 году в Республике Казахстан отмечалось 115-летие со дня рождения художника и был издан второй альбом работ Калмыкова в рамках президентской программы поддержки культуры. В альбом вошли 246 работ художника, издан на трех языках, содержит биографию и библиографию Калмыкова.
В 2008 году была выпущена коллекционная монета достоинством 500 тенге с изображением работы Сергея Калмыкова «Безымянное».
В 2012 году выпущен альбом Игоря Смекалова «Сергей Калмыков. Оренбургский период, 1981—1937».
В 2014 году в рамках проекта Оренбургского благотворительного фонда «Евразия» издан двойной альбом «Сергей Калмыков. Последний из Русского Авангарда / Похвала Оренбургу» / Сост. И. В. Смекалов. — Оренбург. Оренбургское книжное издательство им. Г. П. Донковцева. ISBN 978-5-88788-191-1 (на русском и английском языках).
29 августа 2014 года в Оренбурге на доме по ул. Ленинской, 5, где жил С. И. Калмыков, установлена мемориальная доска «Певцу Оренбурга»; летом-осенью 2018 года в рамках волонтерской акции «Том Сойер Фест» фасад этого дома был полностью отреставрирован.
В 2015 году издано литературное наследие «Сергей Калмыков. Необычайные абзацы». Сост., вступит. статья, комм. — И. В. Смекалов. — Оренбург: ООО «Оренбургское книжное издательство им. Г. П. Донковцева», 2015. — 416 с. ISBN 978-5-88788-220-8; в 2017 году издано продолжение: «Сергей Калмыков. Пространство и время: рукописи 20-х — 30х- годов XX века», 2017. — 414 с. ISBN 978-5-88788-228-4.
В 2019 году издана первая в Казахстане книга текстов Сергея Калмыкова - "Первый Том Романа в Тысячи Томах". Составитель Александра Морозова, арт-директор Сабина Куангалиева. Проект трансдисциплинарного коллектива ORTA совместно с интернет-журналом "Власть". ISBN 978 601 7333 27 0..
В 2022 году на Венецианской биеннале открылся первый официальный павильон Казахстана: трансдисциплинарный коллектив ORTA создал проект павильона, вдохновившись жизнью и творчеством Сергея Калмыкова.

## Упоминания в литературных произведениях
- Повесть Олега Меркулова «Нечаянная встреча» написана в память друга и большого мастера и содержит своеобразные меркуловские прочтения творчества Калмыкова.
- Юрий Домбровский, советский писатель, описал Сергея Калмыкова в своём романе «Факультет ненужных вещей» (Париж, 1978; в СССР — в журнале «Новый мир» в 1988 г.)[14].
- Сергей Калмыков является главным героем романа «Белый круг» (2004)[15] израильского писателя Давида Маркиша, сосланного после войны с семьей в Казахстан[16],[17]. — Оренбург, Издательство «Оренбургская книга», 2013. — 320 с. ISBN 978-5-94529-043-3
- Очерк «Живописец Сергей Калмыков» помещён в книге Владимира Проскурина «Алма-атинские дворики» (84 очерка и 250 илл.), 2009.
- Пьеса «Сен» казахского драматурга Розы Мукановой (на казахском языке) посвящена Сергею Калмыкову.
- «Жития убиенных художников» Александра Бренера . Первая глава посвящена Сергею Калмыкову.

## Сочинения
- Калмыков, Сергей Первый том Романа в тысячи томов. Алматы, 2019.-108 с. ISBN 978 601 7333 27 0
- Калмыков, Сергей.  Пространство и время. 415 с. ISBN 978-5-88788-228-4, мягкий переплет.
- Калмыков Сергей. Часть 1. Последний из русского авангарда. Часть 2. Похвала Оренбургу.72 с, ил. ISBN 978-5-88788-191-1, мягкий переплет. 184 с. ISBN 978-5-88788-203-1, мягкий переплет.

## Киновоплощения
- Валентин Никулин — Балкон (1988).